# Barcinógrafo
Barcinógrafo, S.A. (1913-1918) va ser una productora cinematogràfica fundada a Barcelona el 1913, situada al carrer València, núm. 247 baixos. Tot i que no va ser legalitzada fins 1914.
L'empresa va comptar amb la participació d'un gran nombre de socis. Els promotors i financers principals de l'empresa van ser l'advocat Raimon Duran i Ventosa, que era el director de la productora, i el seu germà Lluís Llorenç Mata i Julià, que era l'administrador i el productor delegat. El director artístic va ser Adrià Gual. Però també hi van col·laborar uns quants socis més; els germans Evaristo i Laureano Ruiz de Larramendi y Catalán, Pius Cabanes i Font i l'escriptor Rafael Folch i Capdevila.
La seva línia de producció es va basar en el teatre filmat i els quadres plàstics, a la manera del film d'art.

## Evolució
Amb un capital inicial de 250.000 pessetes, tingué com a primer director artístic el dramaturg Adrià Gual, molt interessat en el nou art cinematogràfic, el qual presentà un programa de producció ambiciós, en la línia del film d'art francès, treballant tant en els guions, com en la direcció artística, els decorats i el vestuari.
El 1914, el mateix Adrià Gual produí per Barcinógrafo vuit pel·lícules: El alcalde de Zalamea, de Pedro Calderón de la Barca; Misterio de dolor, peça teatral d'Adrià Gual; Fridolín, de JCF von Schiller; La gitanilla, de Miguel de Cervantes; Los cabellos blancos, de Tolstoi; El calvario de un héroe, adaptació del melodrama El soldado de San Marcial, de Valentín Gómez i Félix González Llanas; Linito por el toreo i Un drama de amor, sobre arguments originals de Gual. En totes aquestes pel·lícules Gual també va realitzar la funció d'adaptador literari, guionista i responsable de vestuari. Però Alfred Fontanals es va encarregar de la realització tècnica, i Joan Solà i Mestres de la fotografia.
Aquestes produccions van ser un fracàs, i la casa es va reorientar cap a obres més populars o fulletonesques, fet que va provocar la reducció de les produccions d'Adrià Gual i la dimissió del productor delegat Lluís Llorenç Mata i Julià al 1915. Així que aquell mateix any van contractar el periodista Magí Murià que entre el 1915 i el 1916 va rodar per a la productora cinc melodrames protagonitzats per Margarida Xirgu i Ricard Puga, membres de la seva companyia teatral: El nocturn de Chopin, de Julio López de Castilla; El beso de la muerte, El amor hace justicia i Alma torturada, drames del mateix Murià, i La reina joven, d'Àngel Guimerà.
El Nocturn de Chopin de 1915, va ser el primer gran èxit de la cinematografia espanyola a nivell internacional, en els quals també hi va participar Adrià Gual com a director. El 1917 produí Sangre y Arena, amb guió i direcció de Blasco Ibáñez.
Alguns dels actors que participaren en les pel·lícules eren: Aurora Baró, Emilia Baró, Elisa Bertran, Joaquim Carrasco, Pius Daví, Jaime Devesa, Matilde Domenech, Josep Durany, Avel·lí Galcerán, Enric Giménez (Jiménez), J. Munt Rosés, M. Sirvent, Celia Ortiz, Gerardo Peña, Ricardo Puga, José Rivero, entre d'altres.
Tot i millorar els resultats i relalitzar documentals i films d'encàrrec, l'esforç de qualitat de Barcinógrafo no resistí la transformació econòmica que es produïa en el cinema. De manera que després del poc èxit obtingut amb el serial Vindicator, el qual va ser escrit per Murià i estava format per 10 episodis, l'empresa va tancar el 1918. Però durant la segona època, la productora va disposar d'un estudi i uns laboratoris que treballaven també per a altres clients.